# 夕張市平和運動公園野球場
夕張市平和運動公園野球場（ゆうばりしへいわうんどうこうえんやきゅうじょう）は、北海道夕張市の平和運動公園内にある野球場。北海道で初の、内外野総天然芝のフィールドを有する野球場である。
2014年から北海道札幌市にある農業資材の卸会社のサングリン太陽園が命名権を取得し、愛称が「サングリンスタジアム」となった。
2025年に、北海道フロンティアリーグの石狩レッドフェニックスが、主催の公式戦2試合（ダブルヘッダー）を実施する予定である。

## 施設概要
- グラウンド面積：？㎡
- 内外野：天然芝
- 両翼：98m 中堅：122m[4]
- 照明：なし
- スコアボード：あり
- 収容人員：5,300人[4]

## プロ野球開催実績
ファーム公式戦(イースタン・リーグ)
- 2007年8月5日 
 日本ハム 5-3 巨人 
観衆：不明
- 2012年7月29日 
日本ハム 8-4 楽天
観衆：2,420人
- 2018年8月4日 
 日本ハム 1-5  埼玉西武
観衆：3,306人